# Stonefield
Stonefield var ett brittiskt bilmärke för terrängbilar från Stonefield Vehicles i Cumnock, Ayrshire, Skottland. Produktionen startade 1974 och upphörde i början av 1990-talet.
Terrängbilen liknar Volvo Lapplander C202 och Steyr Pinzgauer. 
Stonefield hade rörram och frambyggd hytt (forward control), permanent fyrhjulsdrift med automatisk differentialspärr i fördelningslådan. Motoralternativen var antingen en Ford V6:a på 2994 cm3 (P3000) eller en Chrysler V8:a på 5217 cm3 (P5000) kopplade till trestegs automatlådor. Stonefield fanns med 4x4 eller 6x4 drivning.